# Gare de Daugavpils
La gare de Daugavpils est une gare ferroviaire des lignes de Riga à Daugavpils (lv), de Daugavpils à Indra (lv) et d'Eglaine à Daugavpils (lv). C'est la grande gare de Daugavpils deuxième ville, par son importance, de la Lettonie.
C'est une gare avec un service voyageurs et des activités marchandises.

## Situation ferroviaire

Réseau de trains en 2016.

Important nœud ferroviaire de la Lituanie, la gare de Daugvpils est : l'origine au point kilométrique (PK) 000 de la  ligne de Daugavpils à Indra (lv) ; l'aboutissement, au point pk 389,9 de la ligne de Riga à Daugavpils (lv) ; et l'aboutissement de la ligne d'Eglaine à Daugavpils (lv).

## Histoire

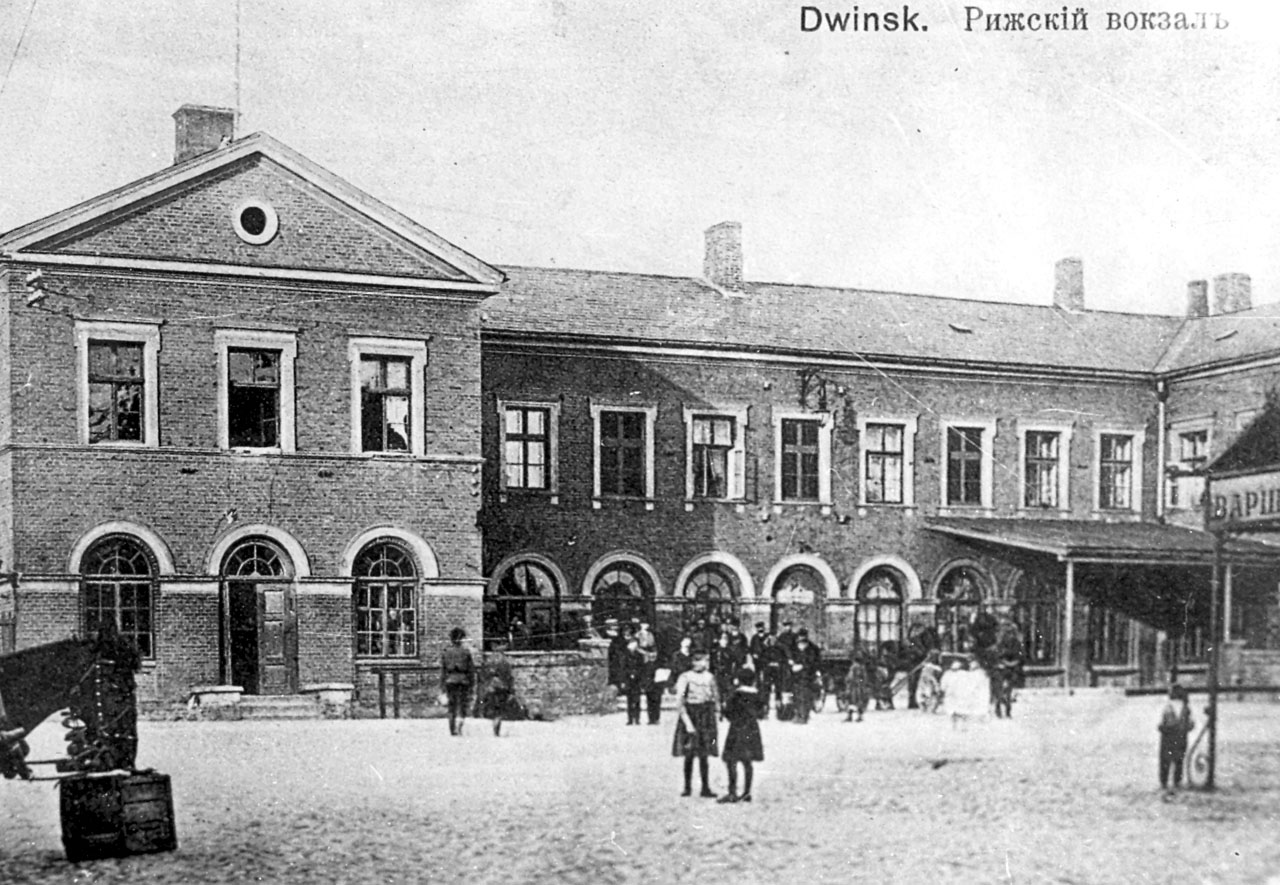
Le bâtiment voyageurs avant 1917.

La gare de Daugavpils est mise en service en 1860 lors de l'ouverture à l'exploitation de la section Ostrov Daugavpils Vilnius du Chemin de fer Saint-Pétersbourg-Varsovie. Ce tronçon de la future ligne de Saint-Petersbourg à Varsovie est la première ligne de chemin de fer en Lettonie, à écartement russe (1 524 mm).
La gare devient ensuite un nœud ferroviaire avec l'ouverture : de la Ligne de Riga à Daugavpils (lv) en 1861, de la ligne de Daugavpils à Kurcums en 1862, la ligne de Daugavpils à Polotsk et de la ligne de Daugavpils à Eglaine (lv).
Durant la Seconde Guerre mondiale les installations de la gare sont en partie détruites. La restauration débute en 1946 et les services et salles d'attente sont installés dans un cinéma avant la construction d'un nouveau bâtiment en 1951.

## Service des voyageurs

### Accueil

Accueil
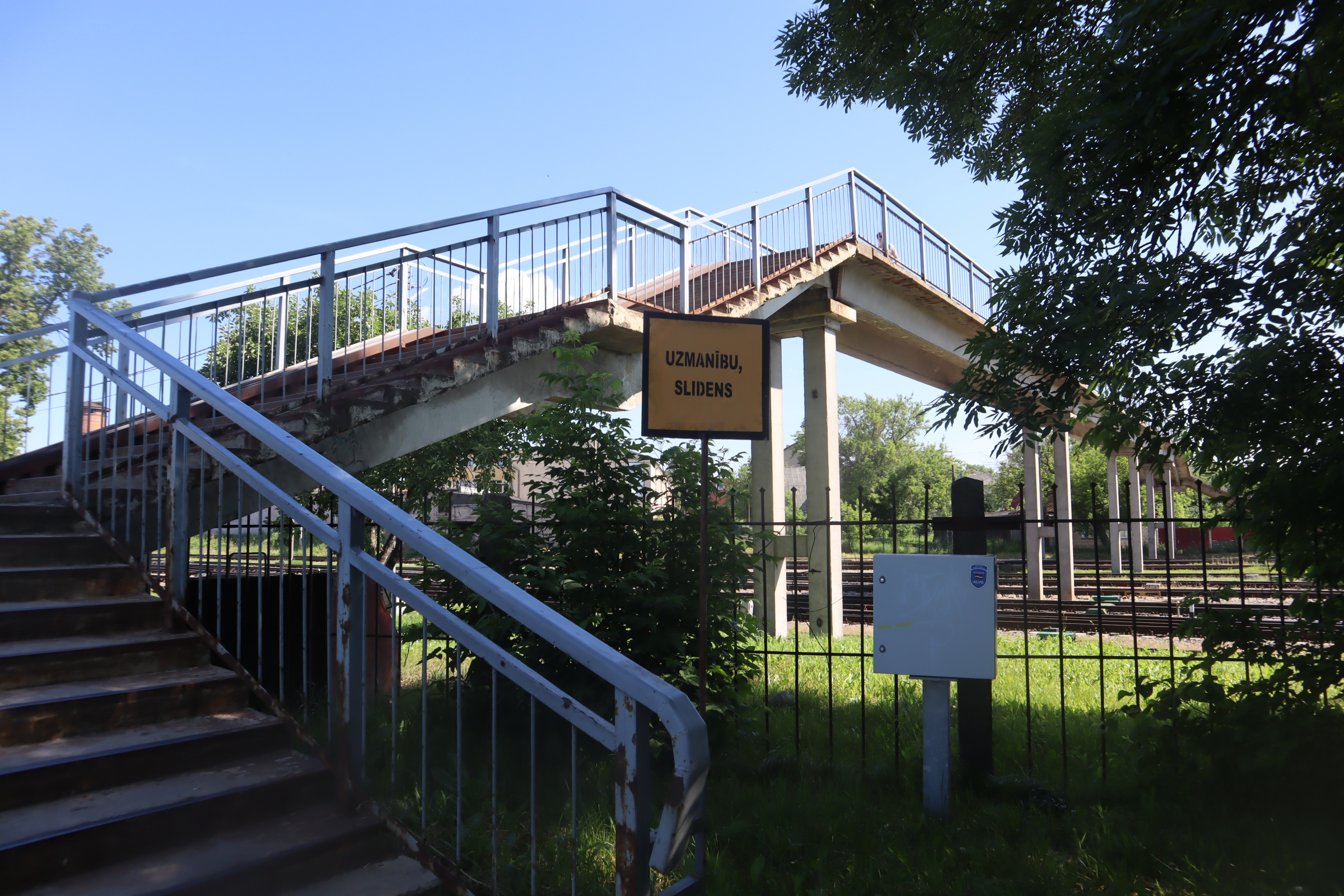
Passerelle en 2020.
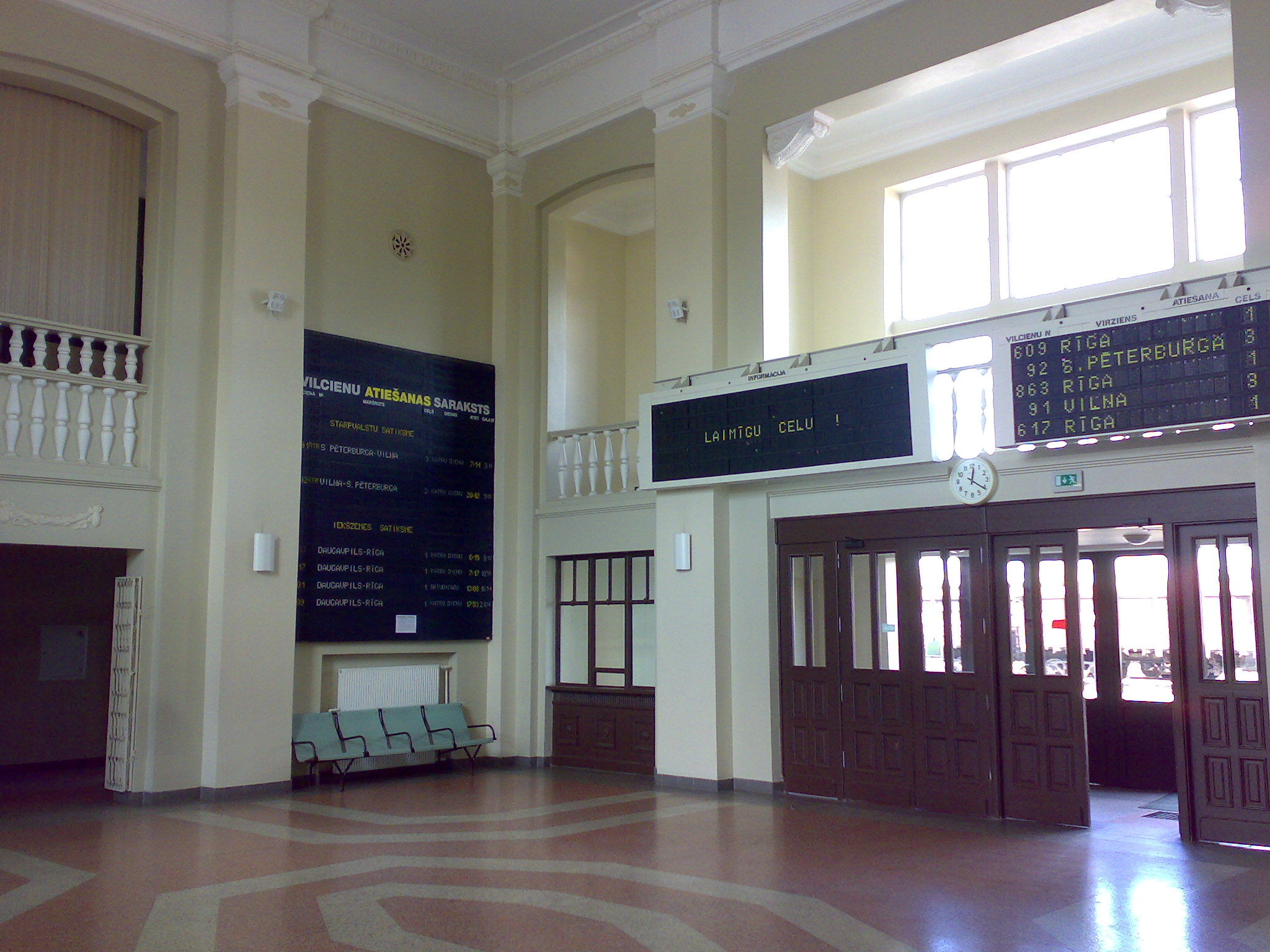
En 2010.
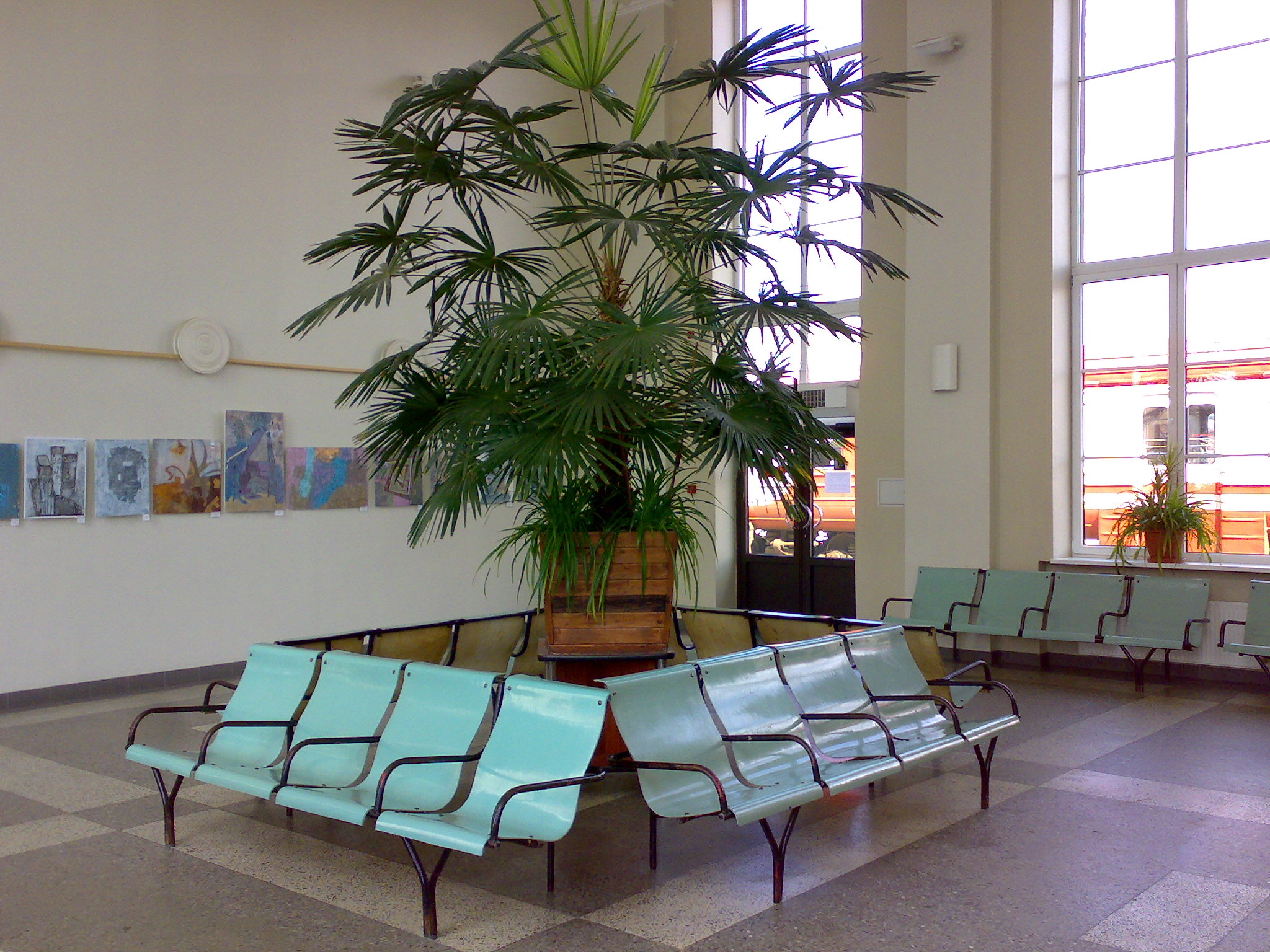
En 2010.

### Desserte

Dessertes
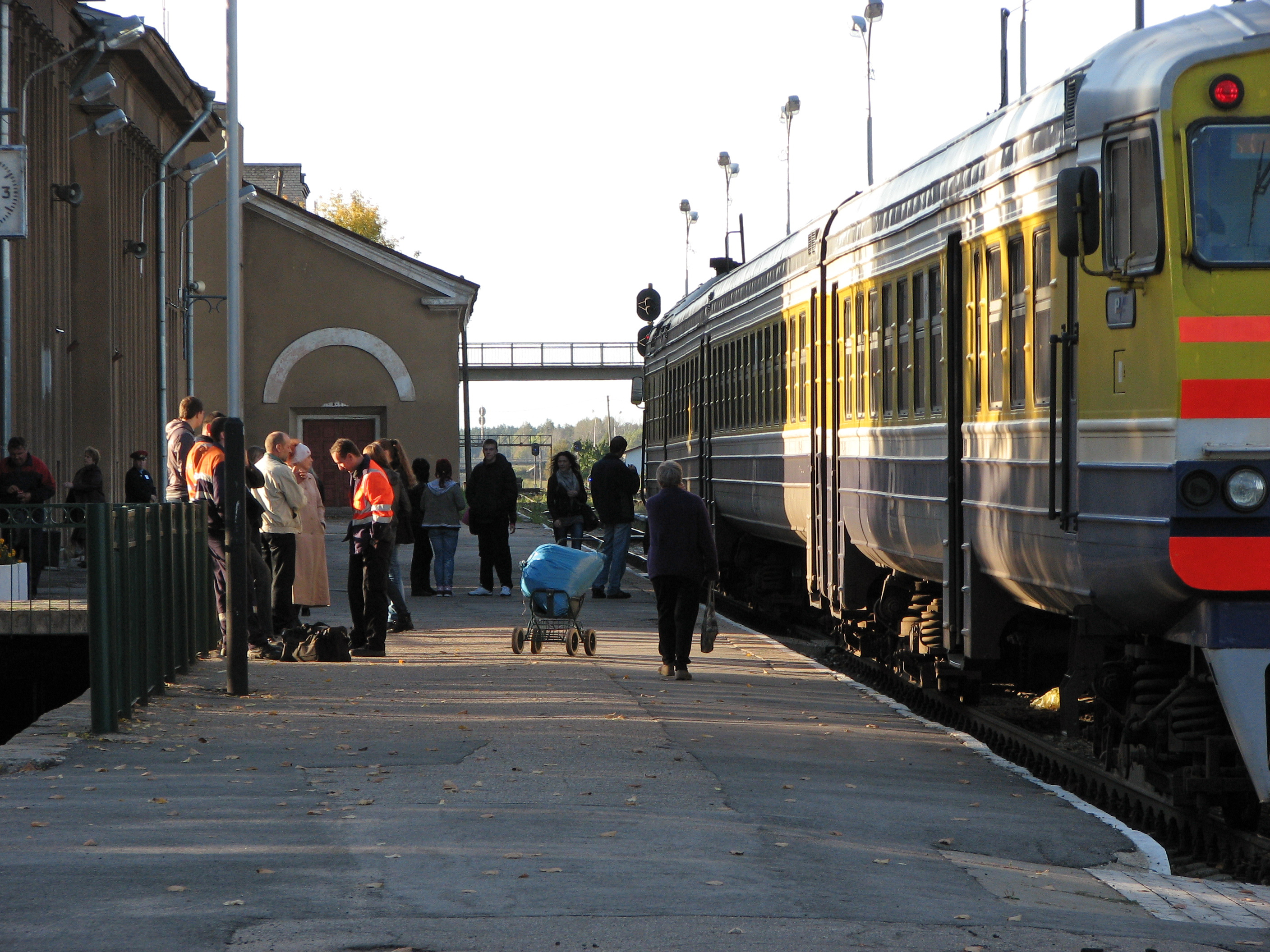
En 2011.
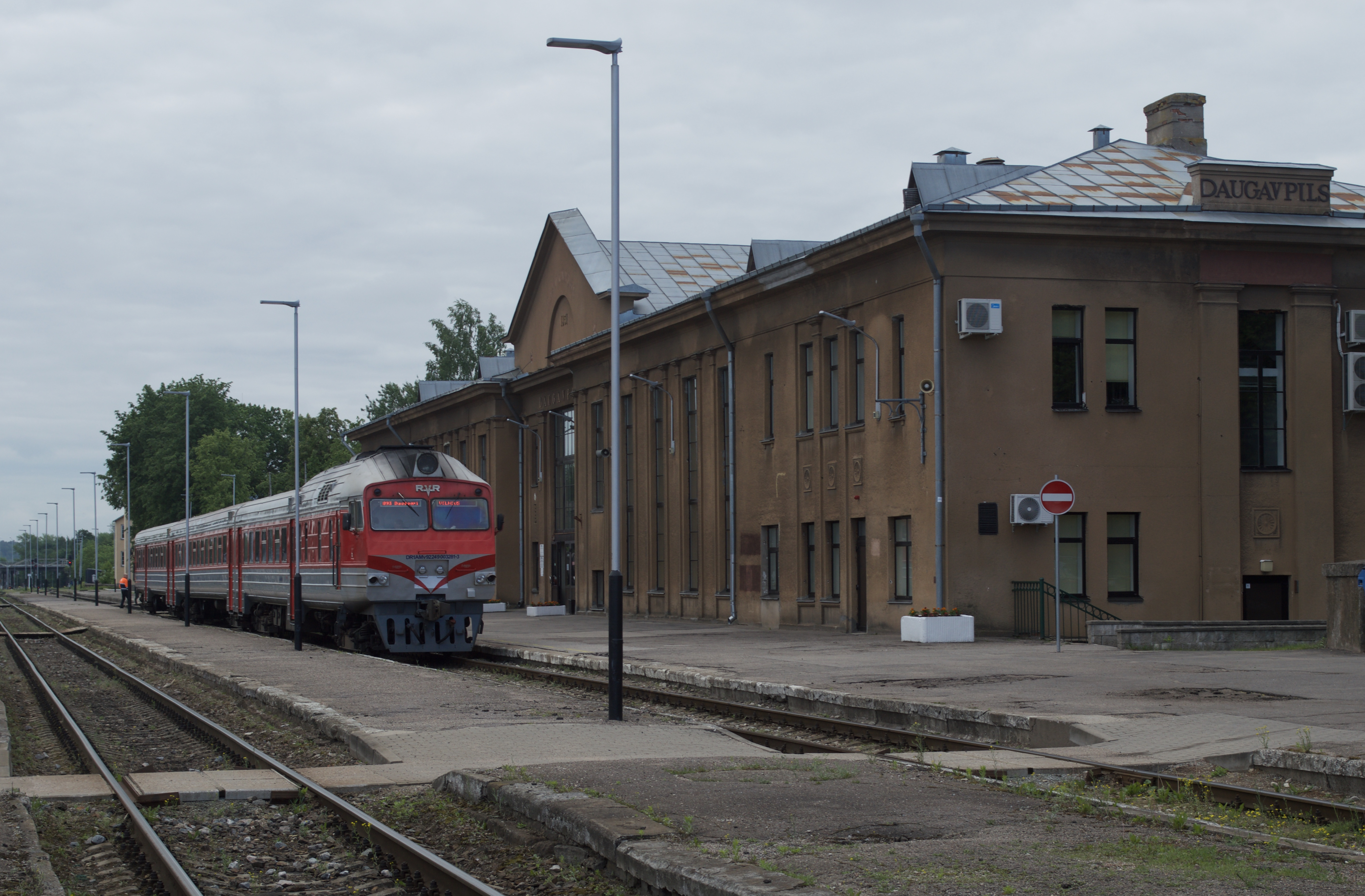
En 2019
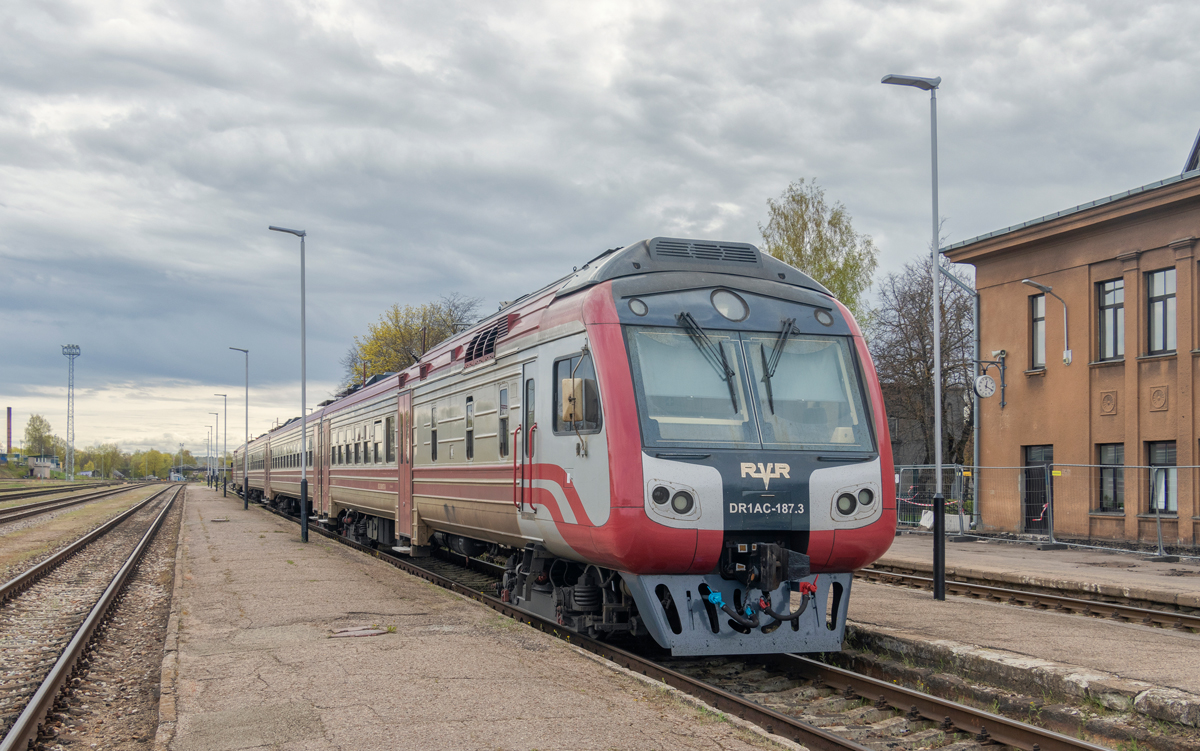
En 2022.

## Service des marchandises
Important nœud ferroviaire, elle dispose d'un triage marchandises.

Marchandises
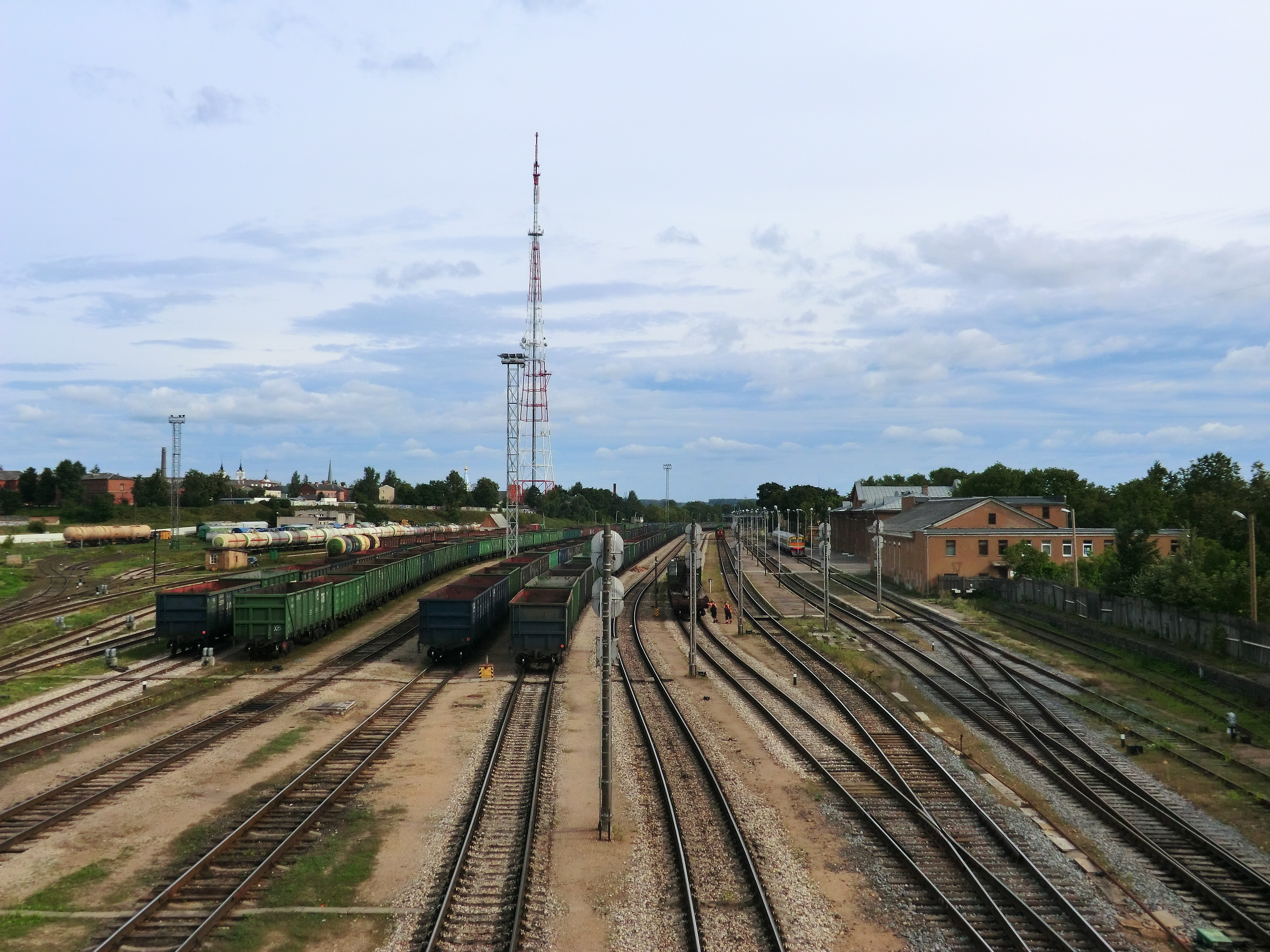
En 2012.
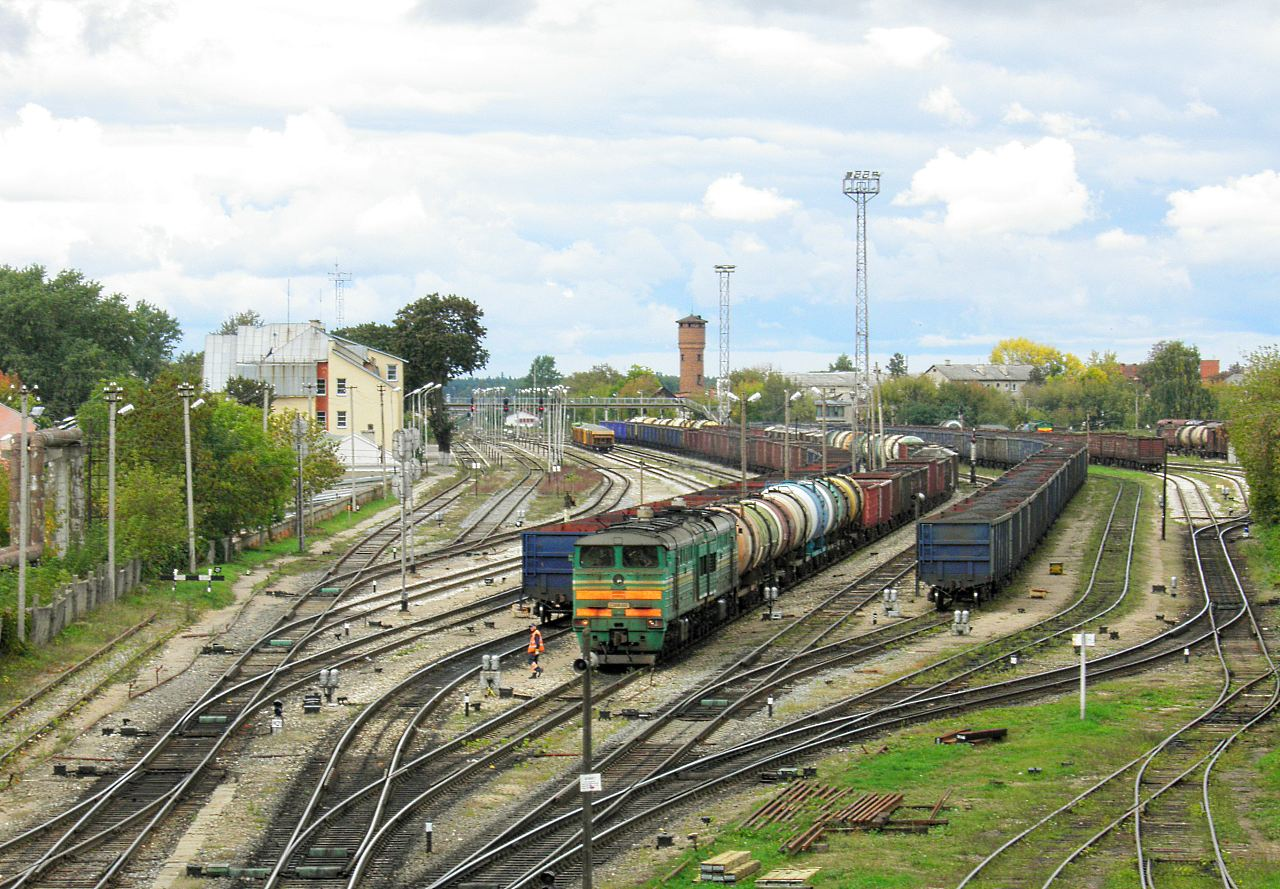
En 2011.
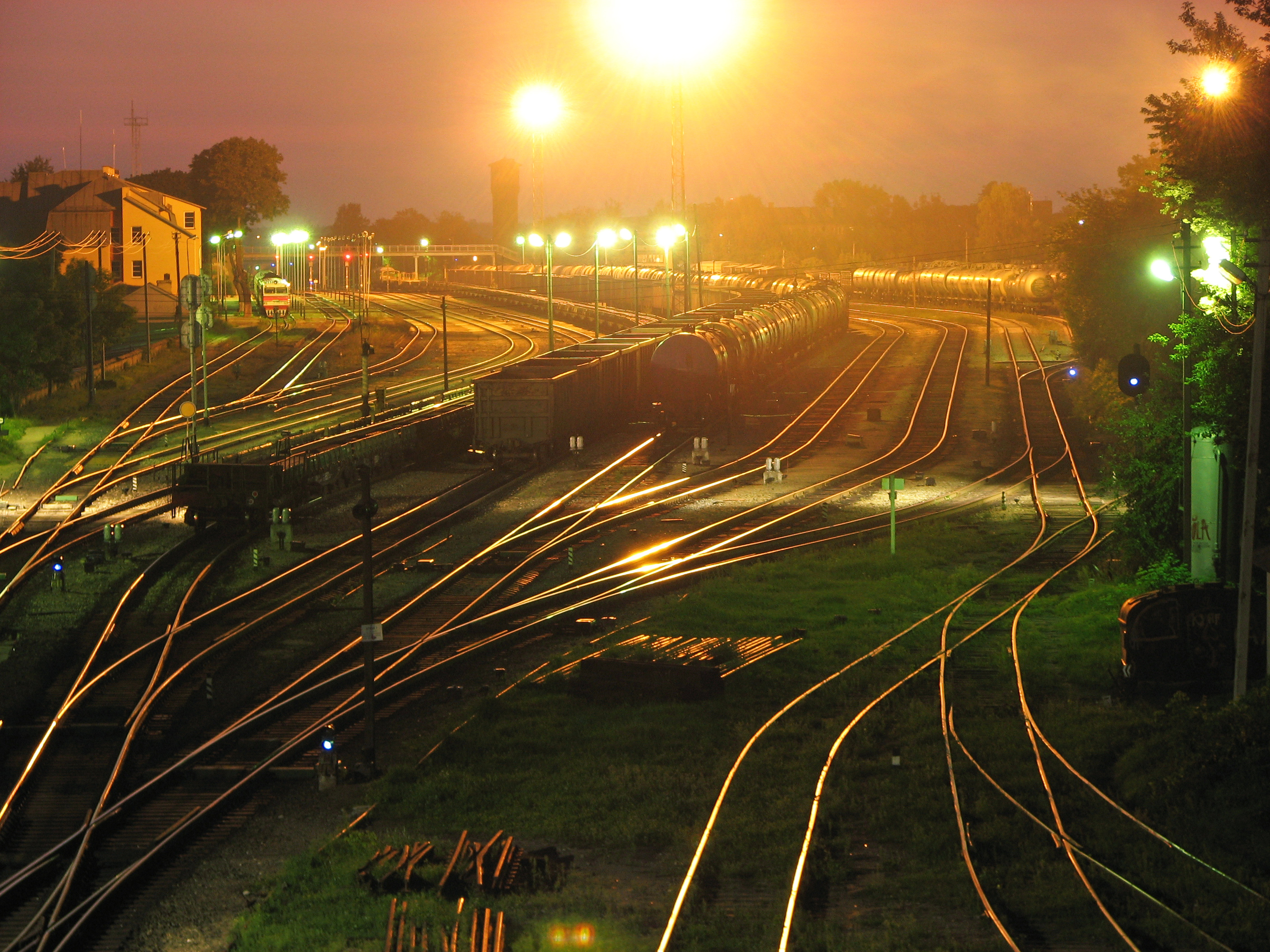
En 2016.